# Тупкараган (мис)
44°38′21″ пн. ш. 50°18′48″ сх. д. / 44.63917° пн. ш. 50.31333° сх. д.
Тупкарага́н (каз. Түпқараған мүйісі) — мис на північному заході півострову Тупкараган, крайня його північно-західна точка. Вдається у Каспійське море, відмежовує на півночі Мангистауську затоку.
Поряд знаходяться покинуті будівлі підсобного господарства рибокомбінату, закинуте кладовище, прісноводне джерело Карасу.
Біля мису у водах Каспійського моря розкидані підводні камені та надводні кекури.
| Казахстан | Це незавершена стаття з географії Казахстану. Ви можете допомогти проєкту, виправивши або дописавши її. |